# Акрісій
Акрі́сій (грец. Ακρίσιος) — напівлегендарний цар Аргоса і Мікен XV ст. до н. е., син Абанта.
Розпочав царювання з того, що вигнав із Арголіди свого брата-близнюка Прета. Коли той за допомогою тестя, царя Іобата, повернувся, Акрісій мусив поділити з ним царство: Прет одержав Тиринф, Акрісій — Аргос.
Згідно з міфами, дружина Акрісія Еврідіка народила доньку Данаю, якій оракул провістив, ніби в неї народиться син, що вб'є діда. Наляканий пророцтвом Акрісій утік до Фессалії, і там під час поховальних Ігор на честь царя Лариси син Данаї Персей ненавмисне вбив свого діда, невдало кинувши диск.